# Anno Internazionale della Luce

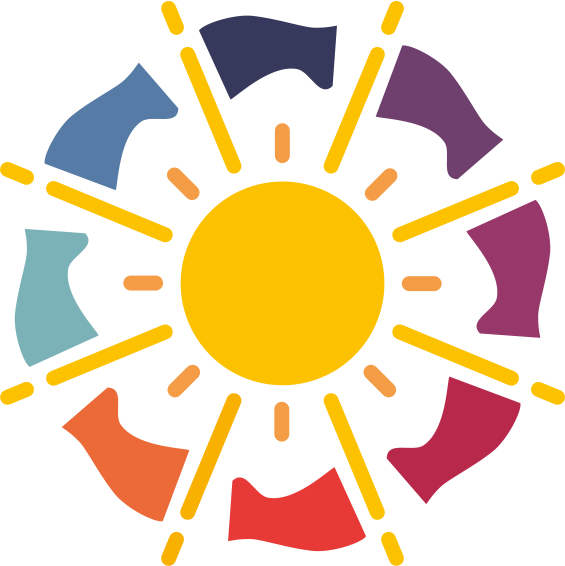
International Year of Light logo

L' Anno Internazionale della Luce e delle tecnologie basate sulla luce, 2015, è un'iniziativa delle Nazioni Unite che ha lo scopo di sensibilizzare sul progresso delle tecnologie basate sulla luce e sulle loro applicazioni. L'Anno Internazionale della Luce 2015 ha aperto con una cerimonia svoltasi 19-20 gennaio a Parigi.

## Storia
L'Anno Internazionale della Luce è un'iniziativa approvata dalle Nazioni Unite per sensibilizzare su come le tecnologie ottiche possono promuovere lo sviluppo sostenibile e procurare delle soluzioni per il risparmio energetico, per l'agricoltura, le comunicazioni e la salute. I delegati UNESCO del Ghana e del Messico hanno introdotto la proposta al Comitato Esecutivo, spiegando la motivazione e la missione alla base l'Anno Internazionale della Luce. La risoluzione è stata adottata dal comitato esecutivo affiancato dai co-firmatari e da altri 28 Consiglieri.
La risoluzione A/RES/68/221 l'adozione dell'iniziativa dell'Anno Internazionale della Luce 2015 in 20 dicembre 2013. Il Principe Andrea, Duca di York è un padrino ufficiale dell'iniziativa.